# Ракетные катера типа «Краль»
Ракетные катера типа «Краль» (хорв. Raketni čamaci klasa Kralj) — серия из двух ракетных катеров, один из которых был заказан ещё ВМС СФРЮ, а второй заложен уже в независимой Хорватии по заказу Военно-морских сил. По состоянию на 2009 год оба катера числились в составе флота Хорватии. Третий корабль планировалось заложить в 1999 году, но эти планы были отменены из-за дефицита бюджета. Катера представляют собой модификацию серии катеров типа «Краль», длиннее на 8,5 м. Оба катера — «Краль Петар Крешимир» и «Краль Дмитар Звонимир» — названы в честь исторических правителей Хорватии.

## История
В 1992 году первый катер данной серии «Краль Петар Крешимир», строившийся ещё во времена Югославии, вошёл в состав хорватского флота. Через год был заложен «Краль Дмитар Звонимир», принятый в 2001 году во флот. Катера используют оборудование катеров «Кончар», состоявших на вооружении ещё в 1970-е годы в Югославии. Корабли являются единственными представителями серии: в 1999 году строительство третьего катера было отменено по финансовым причинам.
Оба корабля почти не отличаются друг от друга. «Краль Дмитар Звонимир», достроенный в начале 2000-х, длиннее по сравнению с «Кралем Петаром Крешимиром», а его капитанский мостик видоизменён. Длина «Краля Петара Крешимира» — 53,63 м, ширина — 8,54 м, осадка — 2,94 м.

## Список кораблей
| Название                | Бортовой номер | В честь кого назван | Строитель                                               | Спущен на воду | Принят в состав | Дальнейшая судьба      |
| ----------------------- | -------------- | ------------------- | ------------------------------------------------------- | -------------- | --------------- | ---------------------- |
| Kralj Petar Krešimir IV | RTOP-11        | Петар Крешимир IV   | Кралевицкий судостроительный завод, Кралевица, Хорватия | 21 марта 1992  | 7 июня 1992     | В составе ВМС Хорватии |
| Kralj Dmitar Zvonimir   | RTOP-12        | Дмитар Звонимир     | Кралевицкий судостроительный завод, Кралевица, Хорватия | 30 марта 2001  | Июнь 2002       | В составе ВМС Хорватии |

### СМИ
- Denis Krnić (29 ноября 2011). Slobodna doznaje: Rakete HRM-a vrijedne 50 milijuna dolara spremne za - otpad! (хорв.). Slobodna Dalmacija. Дата обращения: 22 июля 2014.

### Другие источники
- Flotila HRM (хорв.). Вооружённые силы Хорватии. Дата обращения: 30 марта 2014.
- Shipyard Kraljevica – List of delivered vessels 1946. – 2007. (хорв.). Kraljevica Shipyard. Дата обращения: 13 марта 2014. Архивировано 9 мая 2009 года.
- Tino Jelavić. Razmatranja o JNA (хорв.) // Polemos. — Croatian Sociological Association, 2003. — Prosinac (vol. VI, br. 11—12). — Str. 163—175.